# Список канадских федеральных избирательных округов
Здесь представлен список федеральных избирательных округов Канады, определённых Декретом о выборном представительстве 2003, получившем королевское одобрение 11 марта 2004. В настоящее время в Канаде существует 338 округов (иногда в просторечии называемых «графствами»). Каждый округ представлен в Палате общин Канады одним депутатом, избранным всеобщим голосованием на всеобщих выборах.
Из округов, созданных Актом о Британской Северной Америке 1867, до сих пор существуют четыре округа: Бос, Галифакс, Север Симко и Шеффорд.

## Ньюфаундленд и Лабрадор: 7 кресел
- Авалон
- Бонависта — Гандер — Гранд-Фолс — Уинсор
- Восток Сент-Джонса
- Лабрадор
- Рэндом — Бьюрин — Сент-Джорджес
- Хамбер — Сент-Барб — Бе-Верт
- Юг Сент-Джонса — Перл-Маунт

## Остров Принца Эдуарда: 4 кресла
- Кардиган
- Малпек
- Шарлоттаун
- Эгмонт

## Новая Шотландия: 11 кресел
- Галифакс
- Дартмут — Коул-Харбор
- Запад Галифакса
- Запад Новой Шотландии
- Камберленд — Колчестер — Маскодобит-Вэлли
- Кейп-Бретон — Кансо
- Кингс — Хантс
- Саквилл — Истерн-Шор
- Саутерн-Шор — Сент-Маргаретс
- Сидни — Виктория
- Центр Новой Шотландии

## Нью-Брансуик: 10 кресел
- Акадия — Батерст
- Босежур
- Мадаваска — Рестигуш
- Мирамичи
- Монктон — Ривервью — Дьеп
- Сент-Джон
- Тобик — Мактакуак
- Фанди-Ройял
- Фредериктон
- Юго-Запад Нью-Брансуика

## Квебек: 75 кресел
| - Абитиби — Залив Джеймс — Нунавик — Ию - Абитиби — Темискаминг - Альфред-Пеллан - Аржантёй — Папино — Мирабель - Бертье — Маскинонже - Боарнуа — Салаберри - Бопор — Лимуалу - Бос - Бром — Миссискуа - Броссар — Ла-Прери - Бурасса - Верхняя Гаспези — Ла-Митис — Матан — Матапедия - Вершер — Ле-Патриот - Вестмаунт — Вильмари - Водрёй-Суланж - Гаспези — Острова Мадлен - Гатино - Драммонд - Жанна-Лебер - Жольет - Жонкьер — Альма - Квебек - Комптон — Стэнстед - Ла-Пуэнт-де-л'Иль - Лаваль - Лаваль — Лез-Иль - Лаврентиды — Лабель - Лак-Сен-Луи - Ласаль — Эмар - Леви — Бельшас - Лонгёй — Пьер-Буше - Лорье — Сент-Мари - Лотбиньер — Шют-де-ла-Шодьер - Луи-Эбер - Луи-Сен-Лоран - Маникуаган - Марк-Орель-Фортен - Мегантик — Л'Эрабль | - Мон-Руаяль - Монкальм - Монманьи — Л'Иле — Камураска — Ривьер-дю-Лу - Монморанси — Шарлевуа — Верхний Кот-Нор - Нижний Ришельё — Николе — Беканкур - Нотр-Дам-де-Грас — Лашин - Оноре-Мерсье - Ошлага - Папино - Понтиак - Порнёф — Жак-Картье - Пьерфон — Доллар - Репантиньи - Ривьер-де-Миль-Иль - Ривьер-дю-Нор - Римуски-Нежет — Темискуата — Ле-Баск - Ричмонд — Артабаска - Роберваль — Лак-Сен-Жан - Розмон — Ла-Птит-Патри - Сен-Брюно — Сент-Юбер - Сен-Жан - Сен-Ламбер - Сен-Леонар — Сен-Мишель - Сен-Лоран — Картьевиль - Сен-Морис — Шамплен - Сент-Иасент — Баго - Тербон — Бленвиль - Труа-Ривьер - Утремон - Халл — Эйлмер - Шамбли — Бордюа - Шарлебур — Верхний Сен-Шарль - Шатоге — Сен-Констан - Шербрук - Шеффорд - Шикутими — Ле-Фьорд - Эхантсик |

## Онтарио: 106 кресел
| - Алгома — Манитулин — Капускейсинг - Анкастер — Дандас — Флэмборо — Уэстдейл - Барри - Берлингтон - Бичес — Ист-Йорк - Брамптон — Спрингдейл - Брант - Бреймали — Гор — Молтон - Брус — Грей — Оуэн-Саунд - Веллингтон — Холтон-Хиллс - Вон - Восток Гамильтона — Стоуни-Крик - Восток Долины Дона - Восток Миссиссоги — Куксвилл - Гамильтон-Маунтин - Гленгарри — Прескотт — Рассел - Гурон — Брус - Гуэлф - Давенпорт - Дарем - Дафферин — Каледон - Запад Брамптона - Запад Долины Дона - Запад Йорка - Запад Лондона - Запад Ниагары — Глэнбрук - Запад Оттавы — Непин - Запад Уинсора - Йорк — Симко - Карлтон — Миссисипи-Миллс - Кеймбридж - Кенора - Кингстон и Острова - Китченер — Конестога - Китченер — Уотерлу - Ланарк — Фронтенак — Леннокс и Аддингтон - Лидс — Гренвилл - Лондон — Фэншо - Лэмбтон — Кент — Мидлсекс - Маркем — Юнионвилл - Миссиссога — Стритсвилл - Миссиссога — Эриндейл - Миссиссога — Юг Брамптона - Непин — Карлтон - Ниагара-Фолс - Никел-Белт - Ниписсинг — Тимискаминг - Нортамберленд — Кинт-Уэст - Ньюмаркет — Орора - Оквилл - Оксфорд - Оттава — Орлеан - Оттава — Ванье | - Оук-Риджес — Маркем - Ошава - Паркдейл — Хай-Парк - Парри-Саунд — Мускока - Перт — Веллингтон - Пикеринг — Восток Скарборо - Питерборо - Принс-Эдвард — Хейстингс - Ренфру — Ниписсинг — Пемброк - Ричмонд-Хилл - Садбери - Сарния — Лэмбтон - Север Симко - Север Центра Лондона - Север Этобикока - Сент-Катаринс - Сент-Полс - Симко — Грей - Скарборо — Гилвуд - Скарборо — Руж-Ривер - Скарборо — Эджинкорт - Стормонт — Дандас — Саут-Гленгарри - Су-Сент-Мари - Тандер-Бей — Рейни-Ривер - Тандер-Бей — Север озера Верхнее - Тимминс — Залив Джеймс - Торнхилл - Торонто — Данфорт - Тринити — Спейдина - Халдиманд — Норфолк - Халибертон — Каварта-Лейкс — Брок - Холтон - Центр Гамильтона - Центр Йорка - Центр Китченера - Центр Оттавы - Центр Скарборо - Центр Торонто - Центр Этобикока - Чатем-Кент — Эссекс - Эглинтон — Лоренс - Эйджакс — Пикеринг - Элгин — Мидлсекс — Лондон - Эссекс - Этобикок — Лейкшор - Юг Йорка — Уэстон - Юг Миссиссоги - Юг Оттавы - Юго-Запад Скарборо - Уиллоудейл - Уинсор — Текамсе - Уитби — Ошава - Уэлленд |

## Манитоба: 14 кресел
- Брандон — Сурис
- Дофин — Суон-Ривер — Маркетт
- Килдонан — Сент-Пол
- Портидж — Лизгар
- Провенчер
- Север Виннипега
- Селкерк — Интерлейк
- Сент-Бонифейс
- Центр Виннипега
- Чарльзвуд — Сент-Джеймс — Ассинибойа
- Черчилл
- Элмвуд — Транскона
- Юг Виннипега
- Юг Центра Виннпега

## Саскачеван: 14 кресел
- Батлфордс — Ллойдминстер
- Блэкстрап
- Денете — Миссинипи — Река Черчилл
- Йорктон — Мелвилл
- Паллизер
- Принс-Альберт
- Реджайна — К'Аппель
- Реджайна — Ламсден — Лейк-Сентер
- Сайпресс-Хиллс — Грасслендс
- Саскатун — Уанускевин
- Саскатун — Гумбольдт
- Саскатун — Розтаун — Биггар
- Сурис — Мус-Маунтин
- Уаскана

## Альберта: 28 кресел
| - Вегревилл — Уэйнрайт - Восток Калгари - Восток Эдмонтона - Запад Калгари - Йеллоухед - Калгари — Ноус-Хилл - Кроуфут - Летбридж - Маклауд - Медисин-Хат - Пис-Ривер - Ред-Дир - Север Центра Калгари - Северо-Восток Калгари | - Уайлд-Роуз - Уэстлок — Сент-Пол - Уэтаскивин - Форт-Мак-Марри — Атабаска - Центр Калгари - Центр Эдмонтона - Юго-Восток Калгари - Юго-Запад Калгари - Эдмонтон — Ледюк - Эдмонтон — Милл-Вудс — Бомонт - Эдмонтон — Сент-Альберт - Эдмонтон — Спрус-Гров - Эдмонтон — Страткона - Эдмонтон — Шервуд-Парк |

## Британская Колумбия: 36 кресел
| - Абботсфорд - Бернаби — Дуглас - Бернаби — Нью-Уэстминстер - Ванкувер-Кингзуэй - Ванкувер-Куодра - Виктория - Внутренняя Британская Колумбия Южная - Восток Ванкувера - Делта — Восток Ричмонда - Камлупс — Томпсон — Карибу - Карибу — Принс-Джордж - Келоуна — Лейк-Кантри - Кутеней — Колумбия - Лэнгли - Нанаймо — Алберни - Нанаймо — Ковичан - Норт-Ванкувер - Ньютон — Север Делты | - Нью-Уэстминстер — Кокуитлам - Оканаган — Кокуихалла - Оканаган — Шусуоп - Питт-Медоус — Мейпл-Ридж — Мишен - Порт-Муди — Уэствуд — Порт-Кокуитлам - Принс-Джордж — Пис-Ривер - Ричмонд - Саанич — Острова Галф - Север острова Ванкувер - Север Саррея - Скина — Балкли-Вэлли - Уэст-Ванкувер — Саншайн-Кост — Си-ту-Скай-Кантри - Флитвуд — Порт-Келлс - Центр Ванкувера - Чилливак — Фрейзер-Кэньон - Эскуаймолт — Хуан-де-Фука - Юг Ванкувера - Юг Саррея — Уайт-Рок — Кловердейл |

## Юкон: 1 кресло
- Юкон

## Северо-Западные территории: 1 кресло
- Вестерн-Арктик

## Нунавут: 1 кресло
- Нунавут